# ジョン・ストックトン
ジョン・ヒューストン・ストックトン (John Houston Stockton, 1962年3月26日 - ) は、アメリカ合衆国・ワシントン州スポケーン出身の元プロバスケットボール選手。1980年代から引退までの19年間をNBAのユタ・ジャズでプレーし、歴代最多のアシスト記録、スティール記録を残した名ポイントガード。1992年と1996年のオリンピックで金メダル獲得。1996年にNBA50周年を記念した「50人の偉大な選手」の一人に選ばれ、2009年9月11日にバスケットボール殿堂入りした。NBA史上10人目となる40歳を越える現役プレイヤーでもあった。
2021年10月、ストックトンはNBA75周年記念チームに選出され、リーグ史上最も偉大な選手の一人として再び称えられた。NBA通算15,806アシスト、通算3,265スティール、シーズン1,164アシスト（1990-91シーズン)、シーズン平均14.54アシスト（1989-90シーズン）、アシスト王9回はいずれもNBA記録であり、シーズン平均アシスト数で「12.0」以上を記録した最後の選手である。

## 経歴

### プロ入り前
少年時代から練習熱心で、早朝から練習が出来るようにと、体育館の鍵を学校職員ではなく彼が所持していたほどである。高校卒業後は地元のゴンザガ大学に進学し、4年生時には平均20.9得点、7.2アシストを記録している。当時はほとんど無名の存在ながら、一部ではその実力が認められており、1984年ロサンゼルスオリンピックの代表選考会にも呼ばれている（結果は落選）。ストックトン自身も「NBAなんて思わなかったしドラフトされるとは考えもしなかった」と言うように、1984年のNBAドラフトでは会場には呼ばれず（ドラフト指名されるような有力選手は会場に呼ばれる）、自宅のTVでドラフト中継を見ていた。ユタ・ジャズに1順目16位で指名を受けたストックトンは「あまりのことにどうすればいいか分からなかった」と衝撃を受け、電話をかけてきたドラフト中継の解説者に「世間ではブーイングではなくフーイング(who)だ」と言われたという。当時は「ゴンザガ大のストックトンか？ストックトン大のゴンザガか？」というジョークがあったほどで、ストックトンもゴンザガ大も無名であった。

### プロキャリア初期

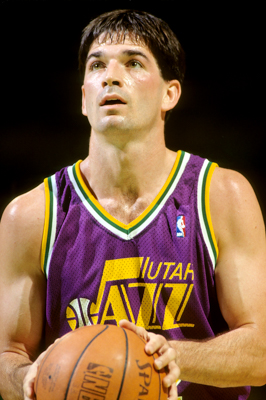
ストックトンは1984年から2003年まで、NBAの全キャリアをユタ・ジャズで過ごした。

デビューして3シーズン、それまで全ての試合に出場していたが、これは主にリッキー・グリーンの控えとしての出場で、出場時間も平均22分程度だった。先発に定着したのは4年目の1987-88シーズンからで、この年は出場時間が平均34分になり、アシスト数はリーグトップの平均13.8本となった。
ユタ・ジャズは1985年のNBAドラフトでカール・マローンを指名しており、チームの得点首位だったエイドリアン・ダントリーが翌シーズンにトレード放出されていた。これは、ストックトンとマローンの将来性を見越したチームが、二人を中心としたチームの再構築を本格化させたことを意味する。翌1988年にジェリー・スローンが監督に就任して以降、この3名を中核とした体制はプロスポーツのチームとしては非常に長期間である16年間続くことになる。

### アシスト量産
1980年代後半以降、マローンは毎年30点前後の平均得点を上げ、ストックトンは毎年のようにリーグ最多のアシスト数を記録する。これはストックトンのパスからマローンが得点するというパターンが繰り返されたということであり、二人は互いにとって欠かせない相棒のような関係となっていた。
1987-88シーズン以降、ストックトンは9年連続で平均アシスト数リーグ首位となり、1960年代のボブ・クージーの記録を塗り替えた。1989-90シーズンの平均アシスト数14.5は、現在でもリーグ歴代最高である。1994-95シーズンにはマジック・ジョンソンの記録を抜き、通算アシスト数1万を超える最初の選手となった。2003年に引退した時点でのアシスト数は15,806本で、歴代最多である。
マローンとストックトンの得点パターンには、有名なピック・アンド・ロールのコンビプレイがある。相手のディフェンダーの動きを止めるプレイからフリーになった選手が得点するという一連の流れは実に効果的に機能し、相手チームや観客の誰もが知っているプレーでありながら洗練されたプレーで止める事が困難であり、長年に渡りユタ・ジャズが利用するプレイとなった。

### 優勝への挑戦
1990年代に入る頃には、ストックトンとマローンの選手としての評価は大いに高まっていた。二人は1992年バルセロナオリンピック、1996年アトランタオリンピックではドリームチームに選出され、金メダルを獲得している。
ガードの選手層が厚かったこの時代のNBAにあって、ストックトンは毎年のようにオールNBAチームに選ばれた。特に1994年と1995年にはオールNBAファーストチームに選出されている。
しかし、チームはなかなか優勝に近づくことができず、ようやくチャンスが巡ってきたのは1997年だった。ジャズはカンファレンス・ファイナルでヒューストン・ロケッツと対戦。ジャズが王手をかけた第6戦の試合終了直前、100対100の同点という場面でストックトンが放った3ポイントシュートはチャールズ・バークレーの頭上を超え、終了のブザーと同時にバスケットに沈んだ。普段寡黙なストックトンが初めてと言っていいほど喜びを爆発させる仕草を見せ、ジャズはチーム史上初のNBAファイナル進出を決めた。試合後、バークレーは「ジョン・ストックトンは純粋な意味で、これまでで最高のポイント・ガードだ」「このシリーズでのベスト・プレイヤーは、まちがいなくジョン・ストックトンだった」と賛辞を送っている。
ファイナルの相手はシカゴ・ブルズだった。アウェイでの初戦は、ストックトンはプレイオフ自己ワーストとなる7ターンオーバーを犯すなどの不調もあり接戦を落とした。続く第2戦も落としたが、ホームのソルトレイクシティに戻った第3戦をジャズはものにする。
第4戦でストックトンは、NBAファイナル史上に残る名プレイを見せた。ブルズが71対66とリードした場面の残り2分20秒、ストックトンは3ポイント・ラインから2、3フィート離れた位置での3ポイント・シュートを決める。さらに残り2分を切ったところでストックトンはマイケル・ジョーダンからボールをスティールし、ジョーダンにファウルされたあとのフリースローも決めている。残り1分3秒から残り時間1分、72対73でジャズが1点を追う展開では、ジョーダンのシュートミスをストックトンがリバウンド。直後にそのままコートの反対側まで放ったパスは、ジャンプしたジョーダンの手の先をかすめ、カール・マローンに届きマローンがレイアップを決め、ジャズは逆転に成功。ブルズはその後追いつけず、シリーズは2勝2敗とタイになった。
勢いにのるジャズは続く第5戦でも猛攻を見せ、一時、16点差の大量リードを奪う。しかし、ブルズが巻き返し、試合は終盤までもつれる。85対85で残り25秒、ジョーダンに勝ち越しの3ポイントシュートを決められ、ジャズは接戦を落とした。この日、ジョーダンは体調不良だったが、それでもジャズのディフェンスは止められず38点を奪われた。シカゴに戻っての第6戦も試合は接戦となったが、ジャズは86対90で敗れ、2勝4敗で優勝を逃す。ストックトンはブルズのダブルチームに苦しみ、第5戦、第6戦とも5アシストしか上げることが出来なかった。試合後、スコッティ・ピッペンは「これまで戦ってきた相手の中で一番タフなチームだった」とジャズとの激戦を振り返った。
翌1997-98シーズンは開幕前に左膝遊離軟骨除去手術を受け、開幕から18試合欠場したが、2年連続でNBAファイナルに進出し再びブルズと対戦。このシーズン、ジャズはホームコートアドバンテージを得ていたものの、ホームでの第2戦を落とし、アウェイでの第3戦は大敗を喫し、第4戦にも敗れてしまう。ホームに戻った第5戦は勝利するが、第6戦はジョーダンを止められず、優勝を果たせずに終わる。
この頃にはストックトンとマローンは30代後半になっていた。ウェスタン・カンファレンスではサンアントニオ・スパーズやロサンゼルス・レイカーズが台頭しており、以降NBAファイナル進出を果たすことはなく、2003年5月2日に引退を表明した。
2004年11月22日にジャズの本拠地、デルタ・センターで引退セレモニーが開かれ、彼の背番号「12」はジャズの永久欠番となった。また現在、デルタ・センターの前には、彼の雄姿のブロンズ像が設置されている。

### 引退後
2022年1月、母校であるゴンザガ大学の試合を観戦しようとしたところ、マスク義務化を拒否したため、彼のシーズンチケットを取り上げられた。

## プレースタイル
NBA史上屈指のPGの１人と評される人物。終始冷静なゲームメイクと正確なシュート技術を有した、正統派PGであった。
「ストックトンはアメリカンフットボールのクォーターバックのように、インカムを使って選手に指示を出している」というジョークが生まれたほど、コート全体を把握できる広いフィールドヴィジョンを持ち、正確なパスでアシストを量産した。「僕達は目をつぶっていても、お互いがコートのどこにいるか分かる」と、ソウルメイトであるカール・マローンは語っている。
目立ちたがらない性格でプレイの華やかさは控えめで、優勝経験もないため、史上最高PGのランキングの際にはマジック・ジョンソンやオスカー・ロバートソンに次ぐことが多いが、通算アシスト数、通算スティール数、シーズン平均最多アシスト数、リーグ最多アシスト数連続年数、プレイオフ1試合最多アシスト数の記録等を保持していることから、史上最高PGの称号を贈られても決しておかしくないプレイヤーであった。一時期、NBA内でストックトンの数々のアシスト記録に敬意を表し、アシスト王を「ジョン・ストックトン賞」にすべきとの議論が起きたほどである。針の穴を通すような正確・確実なチームメイトへのパスは、チームメイトのシュート動作をすべて計算に入れた繊細なものであった。コービー・ブライアントが「最も尊敬する選手」としてストックトンの名を挙げ、マジックは「尊敬に値する人物」と評し、傲慢で何者も恐れないトラッシュトーカーであったゲイリー・ペイトンが「唯一目標にするプレイヤーだ」「誰よりもマッチアップしづらい、ジョーダンよりも」と公言していることから、PGとしての能力は相当なものであったことは間違いない。
ゲームメイク、一つひとつのプレイの選択が非常に堅実・確実であったため、FG成功率が5割を超えたシーズンが12回もあるなど、ガードとしては極めて高い水準を残している。闇雲にシュートを放つことはせず、無駄・余分な動作をすべて削ぎ落とした洗練されたプレイが持ち味であり、バスケットボールIQの高さを活かし、要所でクレバーなプレイを見せる選手でもあった。リーグ屈指のクラッチ・シューターであり、顔色一つ変えることなくビッグ・ショットを幾度となく沈めるため、均衡した試合終了直前の時間帯はマローン以上に相手チームに恐れられていた。
ストックトンは非常に優秀なディフェンダーでもあった。185cm、80kgと決して大柄ではないものの、持ち前のクレバーさで臨機応変に相手をマークしていた。フィジカルなディフェンスを苦にせず、タイトなディフェンスから生み出される要所でのスティールは、チームの危機を幾度も救った。
長いキャリアの中で故障が極端に少ない選手で（当然ながら、万全のコンディションを保つように努力していた結果である）、現役時代19シーズンのうち17シーズンは1試合も欠場することがなかった。バスケットボールに対する真摯な取り組みから、しばしば「プロの鑑」と形容される。状況に応じた確実で的確なプレイの選択が故障を少なくし、長い間第一線で活躍できた要因といえる。609試合連続先発出場のNBA記録を保持し、盟友マローンも怪我に強かったため、ユタのファンは「太陽が昇らない日があっても、ストックトンとマローンが試合に出ない日はない」と二人を讃えた。

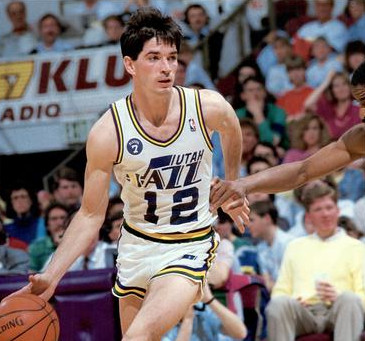
1988年頃のストックトン

1990年代のNBAでは、バギーショーツと呼ばれる大きいサイズのショーツを穿くのが流行しており、今や主流となっているが、ストックトンは昔ながらの小さく短いショーツを引退まで使用し続けた。温厚な性格で、髪型もまったく洒落っ気がなく、その風貌は田舎の実直な青年そのものだった。しかし、そのような穏やかな印象とは裏腹に、選手達の間では「陰のダーティー・プレイヤー」としても名高く、審判の目を巧みにはぐらかしては、エルボーを打ち込む、ユニフォームや腕を掴むなどのラフプレーを多用しており、気も大変強かった。1997年に行われたスポーツ・イラストレイテッド誌の投票では、デニス・ロッドマンに次いでリーグで2番目に「汚い選手」として選ばれていることからもわかるように、ストックトンの粘り強さはリーグの一部でダーティな選手という評価も得ていた。穏やかな性格ながら、試合においては人並み外れた闘争心・競争心と勝利への執念を持ち合わせていたといえる。
2006年5月11日、ESPNはストックトンを史上4番目に優れたポイントガードに選出した。

## 記録

### NBA記録
- 通算アシスト数：15,806（歴代1位）
- 1シーズンで記録したアシスト数：1,164（1990-91）
- シーズン1試合平均アシスト数：14.5（1989-90）
- 通算スティール数：3,265（歴代1位）
- 優勝していない選手におけるプレーオフ出場試合数：182
- プレーオフ出場連続年数：19
- シーズン最多アシスト回数：9
- シーズン最多アシスト連続年数：9

### ユタ・ジャズ チーム最多記録
- 総出場試合数：1,504
- 総3P成功数：845
- 総3P試投数：2,203
- 総アシスト数：15,806
- 総スティール数：3,265
- 1試合平均アシスト数：10.51
- 1試合平均スティール数：2.17
- クォーターFT成功数：11
- 1試合アシスト数：28
- ハーフ・アシスト数：15
- クォーター・アシスト数：11
- 1試合スティール数：9
- ハーフ・スティール数：7
- クォーター・スティール数：6
- ハーフ・ターンオーバー数：7
- クォーター・ターンオーバー数：6

### 個人最多記録
- 得点：34
- FG成功：14
- FG試投：22
- 3P成功：5
- 3P試投：8
- FT成功：15
- FT試投：16
- オフェンスリバウンド：5
- ディフェンスリバウンド：8
- トータルリバウンド：9
- アシスト：28
- スティール：9
- ブロックショット：3
- 出場時間：53分

## 受賞歴・その他

### タイトル
- オールNBA
  - 1stチーム：2回（1994, 1995）
  - 2ndチーム：6回（1988〜1990, 1992, 1993, 1996）
  - 3rdチーム：3回（1991, 1997, 1999）
- オールディフェンシブ
  - 2ndチーム：5回（1989, 1991, 1992, 1995, 1997）
- オールスターMVP：（1993）
- オリンピック男子バスケットボール金メダル獲得：2回（1992バルセロナ大会、1996アトランタ大会）
- NBA50周年記念オールタイムチーム：（1996）
- NBA75周年記念チーム：（2021）

### その他の業績
- 年間1,000アシスト以上を7回記録。他に年間1,000アシストを記録した選手はアイザイア・トーマスとケビン・ポーターのみで、共に一回だけ。
- 1シーズンで記録したアシスト数の1位から4位までの記録を独占。
- 通算FG%.515は、ガードとしては史上4番目の高さ。
- NBAファイナル出場：2回（1997, 1998）
- オールスター出場：10回（1989〜1997, 2000）
- 3ポイントシュートコンテスト出場：2回（1992,1997）
- 同一チームでの出場試合数：1,504（歴代2位）
- 同一チームに在籍し続けた期間：19シーズン
- 19シーズン中17シーズンで全試合出場。
- 1990年2月13日から97年4月20日にかけ、NBA史上8番目の長さとなる609試合連続出場を記録。
- NBAに在籍した19シーズン全てで、プレーオフに出場。
- 月間MVP選出：1回（1988年2月）
- 週間MVP選出：6回
- プレーオフ出場試合数歴代10位

## NBA個人成績

### レギュラーシーズン
| シーズン     | チーム       | GP    | GS    | MPG  | FG%  | 3P%  | FT%  | RPG | APG   | SPG  | BPG | PPG  |
| ------------ | ------------ | ----- | ----- | ---- | ---- | ---- | ---- | --- | ----- | ---- | --- | ---- |
| 1984–85      | UTA          | 82*   | 5     | 18.2 | .471 | .182 | .736 | 1.3 | 5.1   | 1.3  | .1  | 5.6  |
| 1985–86      | UTA          | 82    | 38    | 23.6 | .489 | .133 | .839 | 2.2 | 7.4   | 1.9  | .1  | 7.7  |
| 1986–87      | UTA          | 82*   | 2     | 22.7 | .499 | .179 | .782 | 1.8 | 8.2   | 2.2  | .2  | 7.9  |
| 1987–88      | UTA          | 82    | 79    | 34.7 | .574 | .358 | .840 | 2.9 | 13.8* | 3.0  | .2  | 14.7 |
| 1988–89      | UTA          | 82*   | 82*   | 38.7 | .538 | .242 | .863 | 3.0 | 13.6* | 3.2* | .2  | 17.1 |
| 1989–90      | UTA          | 78    | 78    | 37.4 | .514 | .416 | .819 | 2.6 | 14.5  | 2.7  | .2  | 17.2 |
| 1990–91      | UTA          | 82*   | 82*   | 37.8 | .507 | .345 | .836 | 2.9 | 14.2* | 2.9  | .2  | 17.2 |
| 1991–92      | UTA          | 82    | 82    | 36.6 | .482 | .407 | .842 | 3.3 | 13.7* | 3.0* | .3  | 15.8 |
| 1992–93      | UTA          | 82    | 82    | 34.9 | .486 | .385 | .798 | 2.9 | 12.0* | 2.4  | .3  | 15.1 |
| 1993–94      | UTA          | 82*   | 82*   | 36.2 | .528 | .322 | .805 | 3.1 | 12.6* | 2.4  | .3  | 15.1 |
| 1994–95      | UTA          | 82*   | 82*   | 35.0 | .542 | .449 | .804 | 3.1 | 12.3* | 2.4  | .3  | 14.7 |
| 1995–96      | UTA          | 82    | 82    | 35.5 | .538 | .422 | .830 | 2.8 | 11.2* | 1.7  | .2  | 14.7 |
| 1996–97      | UTA          | 82    | 82    | 35.3 | .548 | .422 | .846 | 2.8 | 10.5  | 2.0  | .2  | 14.4 |
| 1997–98      | UTA          | 64    | 64    | 29.0 | .528 | .429 | .827 | 2.6 | 8.5   | 1.4  | .2  | 12.0 |
| 1998–99      | UTA          | 50*   | 50*   | 28.2 | .488 | .320 | .811 | 2.9 | 7.5   | 1.6  | .3  | 11.1 |
| 1999–00      | UTA          | 82    | 82    | 29.7 | .501 | .355 | .860 | 2.6 | 8.6   | 1.7  | .2  | 12.1 |
| 2000–01      | UTA          | 82    | 82    | 29.1 | .504 | .462 | .817 | 2.8 | 8.7   | 1.6  | .3  | 11.5 |
| 2001–02      | UTA          | 82    | 82    | 31.3 | .517 | .321 | .857 | 3.2 | 8.2   | 1.9  | .3  | 13.4 |
| 2002–03      | UTA          | 82    | 82    | 27.7 | .483 | .363 | .826 | 2.5 | 7.7   | 1.7  | .2  | 10.8 |
| 通算         | 通算         | 1,504 | 1,300 | 31.8 | .515 | .384 | .826 | 2.7 | 10.5  | 2.2  | .2  | 13.1 |
| オールスター | オールスター | 10    | 5     | 19.7 | .530 | .333 | .667 | 1.7 | 7.1   | 1.6  | .1  | 8.1  |

- 1998-1999シーズンは50試合で打ち切り

### プレーオフ
| シーズン | チーム | GP  | GS  | MPG  | FG%  | 3P%   | FT%   | RPG | APG  | SPG | BPG | PPG  |
| -------- | ------ | --- | --- | ---- | ---- | ----- | ----- | --- | ---- | --- | --- | ---- |
| 1985     | UTA    | 9   | 0   | 18.6 | .467 | .000  | .743  | 2.8 | 4.3  | 1.1 | .2  | 6.8  |
| 1986     | UTA    | 4   | 0   | 14.3 | .529 | 1.000 | .889  | 1.5 | 3.5  | 1.3 | .0  | 6.8  |
| 1987     | UTA    | 5   | 2   | 31.4 | .621 | .800  | .729  | 2.2 | 8.0  | 3.0 | .2  | 10.0 |
| 1988     | UTA    | 11  | 11  | 43.5 | .507 | .286  | .824  | 4.1 | 14.8 | 3.4 | .3  | 19.5 |
| 1989     | UTA    | 3   | 3   | 46.3 | .508 | .750  | .905  | 3.3 | 13.7 | 3.7 | 1.7 | 27.3 |
| 1990     | UTA    | 5   | 5   | 38.8 | .420 | .077  | .800  | 3.2 | 15.0 | 1.2 | .0  | 15.0 |
| 1991     | UTA    | 9   | 9   | 41.4 | .537 | .407  | .841  | 4.7 | 13.8 | 2.2 | .2  | 18.2 |
| 1992     | UTA    | 16  | 16  | 38.9 | .423 | .310  | .833  | 2.9 | 13.6 | 2.1 | .3  | 14.8 |
| 1993     | UTA    | 5   | 5   | 38.6 | .451 | .385  | .833  | 2.4 | 11.0 | 2.4 | .0  | 13.2 |
| 1994     | UTA    | 16  | 16  | 37.3 | .456 | .167  | .810  | 3.3 | 9.8  | 1.7 | .5  | 14.4 |
| 1995     | UTA    | 5   | 5   | 38.6 | .459 | .400  | .765  | 3.4 | 10.2 | 1.4 | .2  | 17.8 |
| 1996     | UTA    | 18  | 18  | 37.7 | .446 | .289  | .814  | 3.2 | 10.8 | 1.6 | .4  | 11.1 |
| 1997     | UTA    | 20  | 20  | 37.0 | .521 | .380  | .856  | 3.9 | 9.6  | 1.7 | .3  | 16.1 |
| 1998     | UTA    | 20  | 20  | 29.8 | .494 | .346  | .718  | 3.0 | 7.8  | 1.6 | .2  | 11.1 |
| 1999     | UTA    | 11  | 11  | 32.0 | .400 | .333  | .739  | 3.3 | 8.4  | 1.6 | .1  | 11.1 |
| 2000     | UTA    | 10  | 10  | 35.0 | .461 | .389  | .767  | 3.0 | 10.3 | 1.3 | .2  | 11.2 |
| 2001     | UTA    | 5   | 5   | 37.2 | .459 | .000  | .714  | 5.6 | 11.4 | 2.0 | .6  | 9.8  |
| 2002     | UTA    | 4   | 4   | 35.3 | .450 | .286  | .923  | 4.0 | 10.0 | 2.8 | .3  | 12.5 |
| 2003     | UTA    | 5   | 5   | 29.8 | .462 | .000  | 1.000 | 3.2 | 5.2  | 1.6 | .2  | 11.2 |
| 通算     | 通算   | 182 | 165 | 35.2 | .473 | .326  | .810  | 3.3 | 10.1 | 1.9 | .3  | 13.4 |

## 私生活
所属したゴンザガ大学は1968年にハードロックバンド、レッド・ツェッペリンが初めての米国でのライブを行った場所として知られている。
ストックトンと妻との出会いは、ゴンザガ大学1年時に、妻の双子の姉妹にクラスメイトだったストックトンがノートを借りに来たことがきっかけ。
結婚後、ストックトンは妻との間に4男2女の子供を持ち、3人の息子（ヒューストン、マイケル、デイビッド）は父と同じ高校に進み、バスケットボールをプレーしている。
息子のデイビッド・ストックトンは、ゴンザガ大学に進学後、2014-15シーズンにサクラメント・キングスでプロデビューした。
父親のジャックは、ゴンザガ大学近くで「ジャック & ダンズ」と呼ばれるスポーツバーを1961年から経営していたが、2006年に引退。現在、経営権は別に渡ったが、バーの建物の所有者は息子のジョン・ストックトン。
ビジネス面では、カール・マローンとユタ・ジャズのオーナー、ラリー・ミラーと共同で "Stockton to Malone Honda" というカーディーラーに出資している。
選手としての堅実なイメージを活かし、ソルトレイクシティの銀行のCMに出演したこともある。
日本人プロバスケットボール選手である八村塁は、ゴンザガ大学に属していた頃、同校の体育館にいたストックトンと出会っている。八村は「驚くほどうまいおじさんがいた」と驚き、以後、ストックトンから次々と高度な技術を教えてもらったという。